# Łazienki-Palast

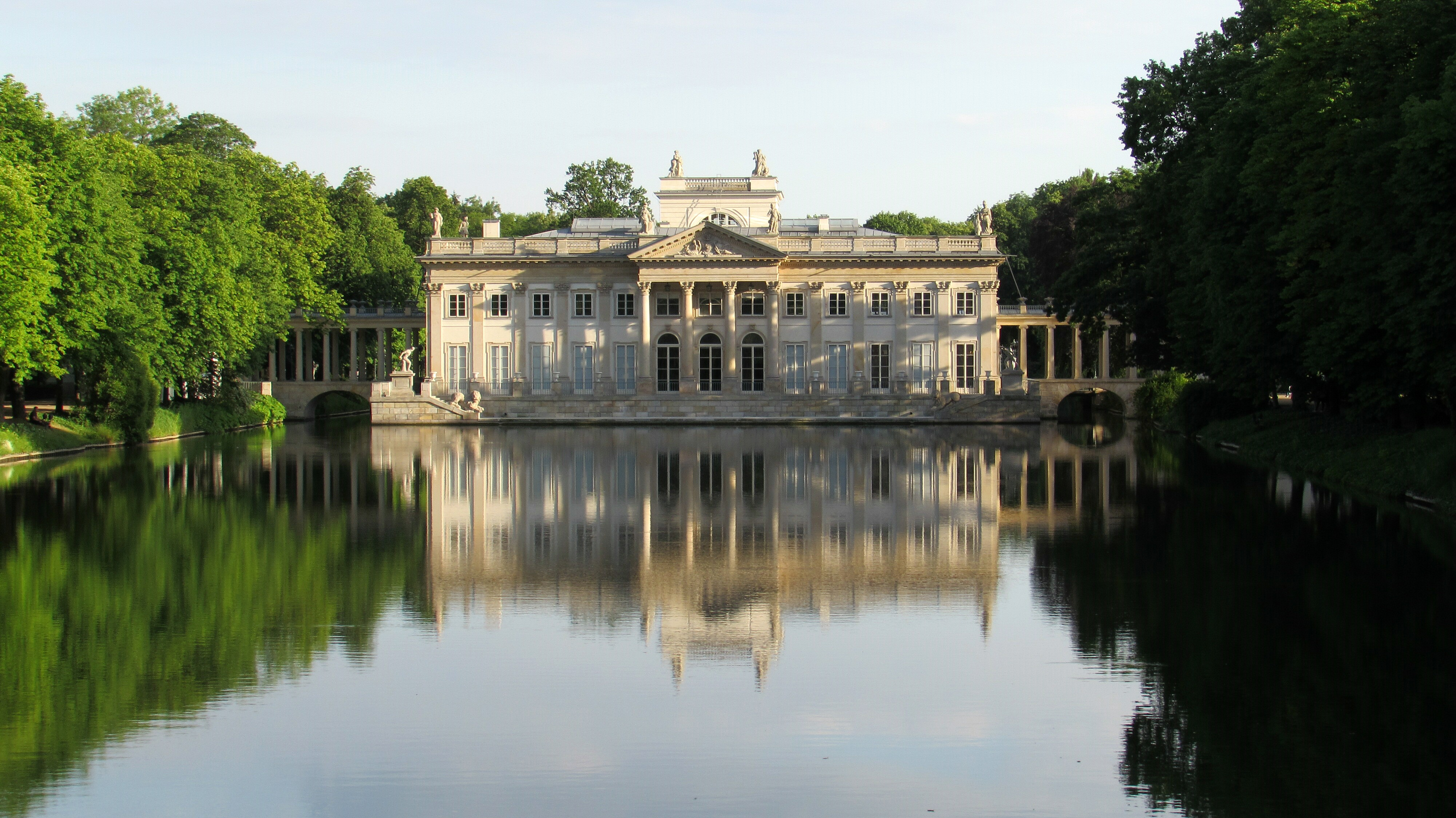
Łazienki-Palast von Norden

Der Łazienki-Palast (poln.: Pałac na Wodzie oder Pałac Łazienkowski), auch Palast auf dem Wasser oder Palast auf der Insel genannt, wurde im 17. Jahrhundert in Warschau unter der Leitung Tylman van Gamerens für Graf Stanisław Herakliusz Lubomirski, den Eigentümer von Schloss Ujazdów errichtet.
Von 1772 bis 1795 ließ Domenico Merlini das Schloss im Łazienki-Park für König Stanislaus August Poniatowski umbauen, der es zu seiner Residenz machte. Im Inneren wurde die Badeanstalt im chinesischen Stil gestaltet, der in der Epoche des Klassizismus sehr beliebt war. Zu sehen sind vor allem Reliefs und bemalte holländische Kacheln, Möbel und Gemälde aus der Zeit der Aufklärung. Das Äußere dominiert eine von Säulen getragene Attika mit allegorischen Statuen. Das Schloss befindet sich auf einer künstlichen Insel im Łazienki-See, die durch zwei Arkadenbrücken mit dem Festland verbunden ist. Der längliche Łazienki-See wird von der Insel in zwei Teile, den kleineren nördlichen und den größeren südlichen See geteilt. Im Erdgeschoss befinden sich das Bacchuszimmer, die königlichen Bäder, der Ballsaal, das Porträtkabinett, der Salomonsaal, die Rotunde mit den Figuren der polnischen Könige, die untere Gemäldegalerie, die Schlosskapelle und der Speisesaal, in dem die berühmten Donnerstagstreffen stattgefunden haben, zu denen König Stanislaus August Poniatowski wöchentlich wichtige Kulturschaffende und Freimaurer seiner Zeit einlud. In der ersten Etage befinden sich die königlichen Appartements, die obere Gemäldegalerie, das Balkonzimmer, das Königskabinett, die königlichen Schlafgemächer, die Garderobe und das Offizierszimmer.
Der Łazienki-Palast wurde nach dem Warschauer Aufstand 1944 von der deutschen Wehrmacht gebrandschatzt und nach dem Zweiten Weltkrieg wiederaufgebaut.
Die skulpturale Ausstattung stammt von André le Brun.